# واوویکی
واوویکی فعالیت‌های ویکی در مورد جهان وارکرفت داستانی است و یکی از بزرگترین ویکی‌ها در مورد موضوعی خاص است. آن به عنوان یک پروژه مستقل در سال ۲۰۰۴ افتتاح شد، و در سال ۲۰۰۷ به ویکیا پیوست.

## سابقه و شرح
سایت واوویکی در تاریخ ۲۴ نوامبر ۲۰۰۴ پس از منتشر شدن جهان وارکرفت، به عنوان یک منبع اطلاعات مربوط به wow و رابط اصلاح مجموعه کیهان افتتاح شد. سپس ویکی برای پوشش کامل از جهان وارکرفت گسترش یافت، از جمله بازی‌های سبک RTS، رمان، کتاب‌های مرجع RPG، مانگا و منابع دیگر نوشته شده همراه با بسته‌های توسعه WoW.
در نقاط مختلف در تاریخ توسعه آن، به عنوان «بهترین ویکی MMO شناخته شد» توصیف شد و به عنوان مادر اطلاعاتی WOW شناخته می‌شود.
در ۲ می ۲۰۰۷، اعلام شد که واوویکی ممکن است به سمت ویکیا متمایل شود، ویکی برای سود شرکت میزبان، در سپتامبر ۲۰۰۹ واوویکی به عنوان بزرگترین ویکی ویکیا در آن زمان شناخته شد.